# Richard Altmann
Richard Altmann (n. 12 martie 1852, Deutsch Eylau, Prusia - d. 7 decembrie 1900) a fost un anatomist și histolog german. 

## Viața
Richard Altmann a studiat medicina la Greifswald, Königsberg, Marburg, și Giessen, unde i se conferă titlul de doctor în medicină. Se angajează la Universitatea din Leipzig unde, în 1887, i se conferă titlul de doctor extraordinar în anatomie. Moare în 1900 din cauza unei tulburări nervoase.  

## Activitatea științifică
În 1886, Richard Altmann observă și descrie detaliat mitocondria. De asemenea, în 1889, propune pentru prima dată denumirea și metodele de obținere a acizilor nucleici.